# Klasa okręgowa (grupa warszawska I)
Klasa okręgowa (grupa warszawska I) – jedna z sześciu na terenie województwa mazowieckiego klas okręgowych, stanowiąca pośredni szczebel rozgrywkowy między V ligą a klasą A. Od sezonu 2022/2023 jest siódmym szczeblem rozgrywkowym.
Zmagania w jej ramach toczą się cyklicznie systemem kołowym. Zwycięzcy grupy uzyskują awans do V ligi mazowieckiej (północnej lub południowej), zaś najsłabsze zespoły relegowane są do poszczególnych grup klas A. Zarządzana przez – działający w imieniu Polskiego Związku Piłki Nożnej – Mazowiecki Związek Piłki Nożnej.

## Ostatni zwycięzcy
Zwycięzcy tej ligi w ostatnich kilku latach (awans do IV ligi, a od 2022 do V ligi):
- 2023 – Talent Warszawa
- 2022 – KTS Weszło[2]
- 2021 – Sokół Serock
- 2020 – Escola Varsovia Warszawa
- 2019 – MUKS Unia Warszawa
- 2018 – Hutnik Warszawa
- 2017 – KS Drukarz Warszawa
- 2016 – Grom Warszawa
- 2015 – Dolcan II Ząbki (awans po barażach do IV ligi, grupy mazowieckiej południowej uzyskał wicemistrz Drukarz Warszawa)
- 2014 – Hutnik Warszawa (awans po barażach do IV ligi, grupy mazowieckiej północnej uzyskał wicemistrz Olimpia Warszawa)
- 2013 – Drukarz Warszawa (awans po barażach do IV ligi, grupy mazowieckiej południowej uzyskał wicemistrz PKS Radość)
- 2012 – Józefovia Józefów (awans po barażach do IV ligi, grupy mazowieckiej południowej uzyskał wicemistrz Wilga Garwolin)
- 2011 – GKP Targówek
- 2010 – Marcovia 2000 Marki
- 2009 – Bug Wyszków

Od sezonu 2008/2009 klasa okręgowa stanowi szósty szczebel w hierarchii rozgrywek piłkarskich w Polsce.
- 2008 – Skra Konstancin Obory
- 2007 – Sparta Jazgarzew (awans po barażach do IV ligi, grupy mazowieckiej południowej uzyskał wicemistrz Milan Milanówek)

## Tabela w sezonie 2021/22
|     |                              |    |      | RAZEM |    |    |        |
|     | Nazwa                        | M. | Pkt. | Z.    | R. | P. | Bramki |
| 1.  | KTS Weszło                   | 25 | 61   | 19    | 4  | 2  | 104-23 |
| 2.  | Polonia II Warszawa          | 19 | 39   | 12    | 3  | 4  | 57-28  |
| 3.  | KS Łomianki                  | 19 | 37   | 11    | 4  | 4  | 40-28  |
| 4.  | Bug Wyszków                  | 19 | 36   | 11    | 3  | 5  | 51-33  |
| 5   | Naprzód Stare Babice         | 19 | 35   | 10    | 5  | 4  | 46-22  |
| 6.  | Józefovia Józefów            | 19 | 34   | 10    | 4  | 5  | 37-21  |
| 7.  | Legionovia II Legionowo      | 19 | 32   | 10    | 2  | 7  | 49-28  |
| 8.  | Start Otwock                 | 19 | 32   | 9     | 5  | 5  | 31-30  |
| 9.  | KS Halinów                   | 19 | 22   | 7     | 1  | 11 | 36-50  |
| 10  | PKS Radość (Warszawa)        | 19 | 20   | 4     | 8  | 7  | 26-43  |
| 11  | Świt II Nowy Dwór Mazowiecki | 19 | 19   | 6     | 1  | 12 | 52-70  |
| 12. | KS Wesoła (Warszawa)         | 19 | 18   | 4     | 6  | 9  | 28-61  |
| 13. | Wicher Kobyłka               | 19 | 16   | 4     | 4  | 11 | 29-50  |
| 14. | Dąb Wieliszew                | 19 | 15   | 4     | 3  | 12 | 34-57  |
| 15. | Mazur II Karczew             | 19 | 13   | 3     | 4  | 12 | 21-45  |
| 16  | Madziar Nieporęt             | 19 | 12   | 3     | 3  | 13 | 37-68  |

     - awans do V ligi
     - baraż o awans do V ligi
źródło: http://www.90minut.pl/